# Lignan-de-Bazas
 Lignan-de-Bazas  là một xã thuộc tỉnh Gironde trong vùng Nouvelle-Aquitaine tây nam nước Pháp.